# Teorema della funzione aperta (analisi funzionale)
In analisi funzionale, il teorema della funzione aperta o teorema dell'applicazione aperta, altrimenti noto come teorema di Banach-Schauder, stabilisce che un operatore lineare continuo suriettivo tra spazi di Banach è una funzione aperta.

## Enunciato
Sia {\displaystyle T:X\to Y} un operatore lineare continuo suriettivo tra spazi di Banach {\displaystyle X} e {\displaystyle Y}. Allora {\displaystyle T} è una funzione aperta, ovvero se {\displaystyle U} è un insieme aperto in {\displaystyle X}, allora {\displaystyle T(U)} è aperto in {\displaystyle Y}.

## Dimostrazione
La dimostrazione fa uso del teorema della categoria di Baire, e si può suddividere in tre parti.

### Parte 1
Occorre provare che per ogni {\displaystyle x\in X} e per ogni {\displaystyle N\subseteq X}, intorno di {\displaystyle x}, {\displaystyle T(N)} è un intorno di {\displaystyle Tx}. Per linearità risulta {\displaystyle T(x+A)=Tx+T(A)} ({\displaystyle x\in X}, {\displaystyle A\subseteq X}), per cui è sufficiente provare l'affermazione per {\displaystyle x=0}. Poiché un intorno dello zero contiene necessariamente una palla {\displaystyle B_{r}=B(0,r)}, è sufficiente provare che per ogni {\displaystyle r>0} esiste un {\displaystyle r^{\prime }>0} tale che {\displaystyle B_{r^{\prime }}^{Y}\subseteq T(B_{r}^{X})}. Osserviamo inoltre che {\displaystyle B_{r}=rB_{1}} ed anche, per linearità, che {\displaystyle T(B_{r}^{X})=rT(B_{1}^{X})} per ogni {\displaystyle r>0}.
Per la suriettività di {\displaystyle T} si ha:
{\displaystyle Y=\cup _{n=1}^{\infty }T(B_{n})=\cup _{n=1}^{\infty }{\overline {T(B_{n})}}}.
Per il teorema della categoria di Baire esiste {\displaystyle {\overline {n}}} tale che:{\displaystyle {\overline {T(B_{\overline {n}})}}} ha interno non vuoto e pertanto, essendo:
{\displaystyle {\overline {T(B_{\overline {n}})}}={\overline {n}}{\overline {T(B_{1})}}}
deduciamo che {\displaystyle {\overline {T(B_{1})}}} ha interno non vuoto.

### Parte 2
Sia {\displaystyle W} un aperto di {\displaystyle Y} tale che:
{\displaystyle W\subseteq {\overline {T(B_{1})}}}
Ovviamente {\displaystyle {\overline {T(B_{1})}}} contiene lo zero, ma occorre provare che esiste {\displaystyle \varepsilon >0} tale che:
{\displaystyle B_{\varepsilon }^{Y}\subseteq {\overline {T(B_{1})}}}
Siano {\displaystyle x_{0}\in B_{1}} e {\displaystyle y_{0}=Tx_{0}\in W}. Poiché l'applicazione {\displaystyle x\mapsto x-x_{0}} è un omeomorfismo, esiste un intorno {\displaystyle V} di zero in {\displaystyle Y} tale che:
{\displaystyle V\subseteq -y_{0}+{\overline {T(B_{1})}}}
Si ha:
{\displaystyle -y_{0}+T(B_{1})=\left\{-y_{0}+Tw,w\in B_{1}\right\}=\left\{T(w-x_{0}),w\in B_{1}\right\}\subseteq T(B_{2})}
poiché {\displaystyle x_{0},w\in B_{1}} implica che {\displaystyle w-x_{0}\in B_{2}}. Pertanto abbiamo provato che:
{\displaystyle V\subseteq -y_{0}+{\overline {T(B_{1})}}\subseteq {\overline {T(B_{2})}}}
e quindi:
{\displaystyle {\tilde {V}}\doteq {\frac {1}{2}}V\subseteq {\overline {T(B_{1})}}}
e {\displaystyle {\tilde {V}}} è un intorno di zero in {\displaystyle Y}. Pertanto esiste {\displaystyle \varepsilon >0} tale che:
{\displaystyle B_{\varepsilon }^{Y}\subseteq {\overline {T(B_{1})}}}

### Parte 3
Si vuole provare che {\displaystyle {\overline {T(B_{1})}}\subseteq T(B_{2})}, cosa che conclude la dimostrazione poiché ne segue che {\displaystyle B_{\frac {\varepsilon }{2}}^{Y}} risulta contenuto in {\displaystyle T(B_{1})}. Sia {\displaystyle y\in {\overline {T(B_{1})}}}. Si scelga {\displaystyle x_{1}\in B_{1}^{X}} tale che {\displaystyle \|y-Tx_{1}\|<{\frac {\varepsilon }{2}}}, cioè {\displaystyle y-Tx_{1}\in B_{\frac {\varepsilon }{2}}^{Y}}. Per quanto detto in precedenza risulta:
{\displaystyle B_{\frac {\varepsilon }{2}}^{Y}\subseteq {\overline {T(B_{\frac {1}{2}}^{X})}}}
quindi possiamo scegliere {\displaystyle x_{2}\in B_{\frac {1}{2}}^{X}} tale che:
{\displaystyle \|y-Tx_{1}-Tx_{2}\|<{\frac {\varepsilon }{4}}}, cioè {\displaystyle y-Tx_{1}-Tx_{2}\in B_{\frac {\varepsilon }{4}}^{Y}}
Iterando il procedimento risulta definita una successione {\displaystyle (x_{n})} in {\displaystyle X} tale che:
{\displaystyle x_{n}\in B_{2^{1-n}}^{X}} e {\displaystyle y-\sum _{j=1}^{n}Tx_{j}\in B_{\varepsilon 2^{1-n}}^{Y}}
Risulta:
{\displaystyle \left\|\sum _{j=n}^{n+p}x_{j}\right\|<2^{2-n}\ \ \forall n,p\in {\textbf {N}}}
quindi esiste:
{\displaystyle x=\sum _{j=1}^{\infty }x_{j}}
e si ha:
{\displaystyle \|x\|\leq \sum _{j=1}^{\infty }\|x_{j}\|<\sum _{j=1}^{\infty }2^{1-j}=2}
Quindi {\displaystyle x\in B_{2}} e, per la continuità di {\displaystyle T}, risulta {\displaystyle Tx=y}. Da ciò segue che
{\displaystyle {\overline {T(B_{1})}}\ni y=Tx\in T(B_{2})}
ed il teorema è provato.

## Corollari
Il teorema della funzione aperta ha due importanti conseguenze:
- Il teorema della funzione inversa afferma che se {\displaystyle T:X\to Y} è un operatore lineare continuo e bigettivo tra gli spazi di Banach {\displaystyle X} e {\displaystyle Y}, allora l'operatore inverso {\displaystyle T^{-1}:Y\to X} è anch'esso continuo.
- Il teorema del grafico chiuso afferma che se {\displaystyle T:X\to Y} è un operatore lineare tra gli spazi di Banach {\displaystyle X} e {\displaystyle Y}, e se per ogni successione {\displaystyle x_{n}} in {\displaystyle X} tale che {\displaystyle x_{n}\to 0} e {\displaystyle Tx_{n}\to y} segue che {\displaystyle y=0}, allora {\displaystyle T} è continuo.